# Cuộc đua xe đạp tranh Cúp truyền hình Thành phố Hồ Chí Minh 2004
Cuộc đua xe đạp toàn quốc tranh Cúp truyền hình Thành phố Hồ Chí Minh 2004 là giải đấu lần thứ 16 của Cuộc đua xe đạp toàn quốc tranh Cúp truyền hình Thành phố Hồ Chí Minh do Ban Thể dục - Thể thao, Đài Truyền hình Thành phố Hồ Chí Minh và Tổng cục Thể dục thể thao Việt Nam phối hợp tổ chức, diễn ra từ ngày 9 tháng 4 đến ngày 18 tháng 4 năm 2004. Cuộc đua gồm 9 chặng với tổng lộ trình 975 km, xuất phát từ Thành phố Hồ Chí Minh đến Nha Trang (Khánh Hòa) và ngược lại. Tổng cộng có 14 đội đua tham gia cuộc đua lần này, bao gồm 12 đội trong nước và 2 đội quốc tế.
Do trùng với thời gian tổ chức các hoạt động kỷ niệm 50 năm Chiến thắng Điện Biên Phủ, lịch thi đấu của cuộc đua lần này được dời lên giữa tháng 4 thay vì kết thúc vào ngày 30 tháng 4 như thường lệ.

## Công bố
Thông tin về Cuộc đua xe đạp toàn quốc tranh Cúp Truyền hình Thành phố Hồ Chí Minh 2004 được công bố vào tháng 4 năm 2004 trong một cuộc họp báo trước khi khởi tranh giải. Ban tổ chức đã công bố lộ trình cuộc đua với tổng lộ trình dài 975 km.
Đài Truyền hình Thành phố Hồ Chí Minh cho biết việc tổ chức này nhằm hướng tới kỷ niệm 29 năm ngày Giải phóng miền Nam - Thống nhất đất nước, 118 năm ngày Quốc tế Lao động và hướng tới kỷ niệm 50 năm Chiến thắng Điện Biên Phủ.

## Danh sách tham dự
Cuộc đua lần thứ 16 quy tụ các đội đua:
- Bảo vệ thực vật An Giang (BAG)
- Bưu điện Bến Tre (BBT)
- Cảng Sài Gòn - Tiến Đạt (CSG)
- Cần Thơ (CTH)
- Domesco Đồng Tháp (DDT)
- Năng khiếu nghiệp vụ Đồng Tháp (NDT)
- Khách sạn Thanh Bình (KTB)
- Quân khu 7 (QK7)
- Tiền Giang (TIG)
- Trẻ Thành phố Hồ Chí Minh (TTP)
- Thanh niên Cảng Sài Gòn (TCS)
- Vĩnh Long (VLG)
- Siam Para, Thái Lan (THA)
- Seoul, Hàn Quốc (KOR)

## Lộ trình
| Chặng | Ngày       | Đoạn đường                                                              | Khoảng cách     |
| ----- | ---------- | ----------------------------------------------------------------------- | --------------- |
| 1     | 9 tháng 4  | Đua cá nhân tính giờ tại Khu chế xuất Tân Thuận (Thành phố Hồ Chí Minh) | 4,7 km          |
| 2     | 10 tháng 4 | Thành phố Hồ Chí Minh đi Phan Thiết (Bình Thuận)                        | 185 km          |
| 3     | 11 tháng 4 | Phan Thiết đi Phan Rang (Ninh Thuận)                                    | 147 km          |
| 4     | 12 tháng 4 | Phan Rang đi Nha Trang (Khánh Hòa)                                      | 102 km          |
| 5     | 13 tháng 4 | Nha Trang đi Phan Rang                                                  | 102 km          |
| 6     | 14 tháng 4 | Phan Rang đi Đà Lạt (Lâm Đồng)                                          | 121 km          |
| —     | 15 tháng 4 | Nghỉ tại Đà Lạt                                                         | Nghỉ tại Đà Lạt |
| 7     | 16 tháng 4 | Vòng đua hồ Xuân Hương (Đà Lạt) (10 vòng x 5,1 km)                      | 51 km           |
| 8     | 17 tháng 4 | Đà Lạt đi Bảo Lộc (Lâm Đồng)                                            | 101 km          |
| 9     | 18 tháng 4 | Bảo Lộc đi Thành phố Hồ Chí Minh                                        | 161 km          |

## Xếp hạng chung cuộc
|                   | Nhất                     | Nhì                      | Ba                       | Tham khảo   |
| ----------------- | ------------------------ | ------------------------ | ------------------------ | ----------- |
| Áo vàng           | Park Sung-baek (KOR)     | Nguyễn Nam Cực (CSG)     | Trịnh Sang Đông (DDT)    | [ 2 ] [ 3 ] |
| Áo chấm đỏ        | Trịnh Phát Đạt (DDT)     | Trịnh Phát Đạt (DDT)     | Trịnh Phát Đạt (DDT)     | [ 2 ] [ 3 ] |
| Áo xanh           | Nguyễn Nam Cực (CSG)     | Nguyễn Nam Cực (CSG)     | Nguyễn Nam Cực (CSG)     | [ 2 ] [ 3 ] |
| Giải đồng đội     | Cảng Sài Gòn - Tiến Đạt  | Seoul, Hàn Quốc          | Bảo vệ Thực vật An Giang | [ 2 ] [ 3 ] |
| Giải phong cách   | Bảo vệ Thực vật An Giang | Bảo vệ Thực vật An Giang | Bảo vệ Thực vật An Giang | [ 2 ] [ 3 ] |
| Giải VĐV ấn tượng | Nguyễn Nam Cực (CSG)     | Nguyễn Nam Cực (CSG)     | Nguyễn Nam Cực (CSG)     | [ 2 ] [ 3 ] |

## Truyền hình
Các chặng đua được truyền hình trực tiếp trên kênh HTV9.

## Nhà tài trợ
- Tribeco
- Laser